# Steve Fox (calciatore)
Stephen Douglas Fox, più conosciuto come Steve Fox (Tamworth, 17 febbraio 1958 – 1º dicembre 2012) è stato un calciatore inglese, di ruolo attaccante.

## Caratteristiche tecniche
Era un'ala.

## Carriera
Nel 1975 dopo aver giocato nelle giovanili di Aston Villa e Tamworth (club della sua città natale) passa al Birmingham City, club della prima divisione inglese, con cui nella stagione 1975-1976 non ancora maggiorenne viene aggregato alla prima squadra, con cui comunque esordisce solamente la stagione successiva, nella quale mette a segno una rete in 4 partite di campionato; nella stagione 1977-1978 gioca invece 11 partite, mentre nella stagione 1978-1979 dopo 14 partite (che lo portano ad un totale di 29 presenze e 3 reti nella prima divisione inglese) passa nel dicembre del 1978 ai gallesi del Wrexham, militanti nella seconda divisione inglese.
Qui vive alcune delle migliori stagioni della sua carriera: dopo 21 presenze ed una rete nella seconda parte della stagione 1978-1979, nelle stagioni 1979-1980, 1980-1981 e 1981-1982 gioca ininterrottamente da titolare nella seconda divisione inglese; inoltre, mette anche a segno un gol in 2 presenze nella Coppa delle Coppe 1979-1980, in cui il Wrexham gioca dopo aver perso la finale della Coppa del Galles nella stagione precedente (contro gli inglesi dello Shrewsbury Town, che in quanto inglesi non potevano rappresentare la federazione gallese nelle competizioni UEFA per club) ed in cui viene eliminato con un complessivo 7-5 dopo i tempi supplementari nei sedicesimi di finale dai tedeschi orientali del Magdeburgo. Nell'arco di 3 stagioni e mezza Fox totalizza complessivamente 136 partite e 10 reti nella seconda divisione inglese con il Wrexham, con cui disputa ulteriori 6 partite (in terza divisione, dopo la retrocessione della stagione precedente) nelle prime settimane della stagione 1982-1983, in cui viene poi ceduto al Port Vale, con cui nella stagione 1982-1983 ottiene una promozione dalla quarta alla terza divisione, in cui poi milita nella stagione 1983-1984. Si trasferisce quindi al Chester City, con cui gioca per altre 2 stagioni (la prima da titolare, mentre nella seconda rescinde il contratto a campionato iniziato dopo una sola presenza) nella quarta divisione inglese, per poi concludere la carriera dopo aver giocato a livello semiprofessionistico con i gallesi del Rhyl (in Northern Premier League, che all'epoca era la sesta divisione inglese) e del Llangollen e successivamente nel Tamworth.